# 谢渊 (三国)
谢渊（?—?），字休德，會稽山陰人，孙吴大臣。

## 生平
谢渊為謝夷吾之後，但其家族至谢渊一輩時已衰微。年轻时注意操行，以務農為生，但悠然自得，於是知名並举孝廉。后来转任至建武将军。
赤烏年間谢渊、谢厷各自陳述事宜，建議改變一些政策，為國家興利，孫權將此事下交陸遜審定。陸遜則回答：“國家強盛取決於民力，財貨也出自民眾。民富而國弱，民貧而國強，這種事從古未有。故此治理國家者，得到民心則國家得治，失去民心則國家有亂。如果不讓人民得到利益，而想讓他們竭力效勞，實在難於做到。”
谢渊虽在军旅，但还是注意人才。骆统的儿子名骆秀，被门庭诽谤，众论狐疑，不能证明。谢渊听说后叹息：“公绪早夭，为同僚哀痛。听说他儿子志行明辩，被愚昧之人所谤，希望诸位大夫提高判断力，如果各怀迟疑，不是所盼望的。”骆秀于是恢复名誉，终为显官。

## 家庭
- 兄謝咨，字休度，孫吳海昌都尉。[2]